# Obveščevalna služba
Obveščevalna služba (tudi tajna služba, varnostno-obveščevalno služba) je organizacija, ki prikrito zbira informacije, ki so potrebne za državno varnost. Hkrati izvajajo tudi prikrite operacije, atentate, sabotaže,... 

## Tipi obveščevalnih služb

### po pripadnosti
- vojaške obveščevalne službe
- civilne obveščevalne službe

### po namenu
- obveščevalne službe (izvajajo dejavnost tudi na področju tujih držav)
- protiobveščevalne službe (obveščevalne službe, ki nadzirajo in se borijo proti obveščevalnim službam na ozemlju matične države)